# 馬其頓的勞迪絲
勞迪絲（希臘語: Λαοδίκη, 約四世紀人物），她是馬其頓貴族安條克的妻子，丈夫是腓力二世的軍官。勞迪絲之後與安條克生下塞琉古一世，他日後建立塞琉古帝國。勞迪絲可能還有一個女兒狄迪墨婭，但這可能是塞琉古一世宣稱他是太陽神阿波羅之子以後，才出現的虛幻人物。塞琉古一世宣稱母親勞迪絲告訴他，自己是阿波羅之子。並說勞迪絲夢裡，阿波羅給了勞迪絲一個刻著船錨圖形的戒指，夢醒後也在床上找到的這個戒指。之後塞琉古誕生時，塞琉古也有一個船錨似的胎記，而且據說塞琉古的後代子孫也有這個胎記。
當塞琉古一世成為國王後，他建立了6個城市並以他母親的名字命名為「勞迪基婭」，例如敘利亞的勞迪基亞、勞迪基亞·刻考墨涅（Laodikeia Katakekaumenê）等等。